# TVアニメ『らき☆すた』歌のベスト〜アニメ放送10周年記念盤〜
『TVアニメ『らき☆すた』歌のベスト〜アニメ放送10周年記念盤〜』（テレビアニメ『らきすた』うたのベスト〜アニメほうそうじゅっしゅうねんきねんばん）は、2017年8月2日にランティスから発売されたベスト・アルバムCD。

## 概要
2007年に放送されたテレビアニメ『らき☆すた』の放送10周年を記念し、大ヒットを記録したオープニングテーマ「もってけ!セーラーふく」を始めとするアニメやゲームの主題歌・挿入歌・カップリング曲・キャラクターソング全52曲を収録した4枚組CD。
ジャケットイラストはアニメを制作した京都アニメーションによる新規描きおろしイラストを使用、付属ブックレットとして収録全曲の歌詞を収録した冊子のほか、主題歌や劇伴を作曲した神前暁、ほとんどの曲の作詞を担当した畑亜貴、音楽プロデューサーの斎藤滋の3人によるロング対談の冊子が付いている。

## 収録曲
| #   | タイトル                                                                                     | 作詞       | 作曲       | 編曲       | 歌手                                                                                | 時間 |
| --- | -------------------------------------------------------------------------------------------- | ---------- | ---------- | ---------- | ----------------------------------------------------------------------------------- | ---- |
| 1.  | 「もってけ!セーラーふく」(『らき☆すた』オープニングテーマ)                                   | 畑亜貴     | 神前暁     | 神前暁     | 泉こなた（平野綾） 柊かがみ（加藤英美里） 柊つかさ（福原香織） 高良みゆき（遠藤綾） | 4:16 |
| 2.  | 「かえして!ニーソックス」                                                                    | 畑亜貴     | nishi-ken  | nishi-ken  | 泉こなた（平野綾） 柊かがみ（加藤英美里） 柊つかさ（福原香織） 高良みゆき（遠藤綾） | 4:04 |
| 3.  | 「ハマってサボっておーまいがっ!」(PS2『らき☆すた 〜陵桜学園 桜藤祭〜』オープニングテーマ)    | 畑亜貴     | 神前暁     | 神前暁     | 泉こなた（平野綾） 柊かがみ（加藤英美里） 柊つかさ（福原香織） 高良みゆき（遠藤綾） | 4:28 |
| 4.  | 「なんてったって☆伝説」(PS2『らき☆すた 〜陵桜学園 桜藤祭〜』オープニングテーマ)              | 畑亜貴     | nishi-ken  | nishi-ken  | 泉こなた（平野綾） 柊かがみ（加藤英美里） 柊つかさ（福原香織） 高良みゆき（遠藤綾） | 4:13 |
| 5.  | 「な・り・あ・が・り☆」(PSP『らき☆すた ネットアイドル・マイスター』オープニングテーマ)       | 畑亜貴     | 前山田健一 | 前山田健一 | 泉こなた（平野綾） 柊かがみ（加藤英美里） 柊つかさ（福原香織） 高良みゆき（遠藤綾） | 4:17 |
| 6.  | 「なんでだったっけアイドル?」(PSP『らき☆すた ネットアイドル・マイスター』オープニングテーマ) | 畑亜貴     | 前山田健一 | 前山田健一 | 泉こなた（平野綾） 柊かがみ（加藤英美里） 柊つかさ（福原香織） 高良みゆき（遠藤綾） | 3:22 |
| 7.  | 「男子ムリムリ大改造」                                                                       | 畑亜貴     | milktub    | ms-jacky   | 泉こなた（平野綾） 柊かがみ（加藤英美里） 柊つかさ（福原香織） 高良みゆき（遠藤綾） | 3:19 |
| 8.  | 「曖昧ネットだーりん」(『らっきー☆ちゃんねる』オープニングテーマ)                            | 畑亜貴     | 神前暁     | 神前暁     | 小神あきら（今野宏美） 白石みのる（白石稔）                                         | 4:13 |
| 9.  | 「こねらぶ☆みっしょん」(『らっきー☆ちゃんねる』エンディングテーマ)                           | 畑亜貴     | 神前暁     | 神前暁     | 小神あきら（今野宏美） 白石みのる（白石稔）                                         | 5:30 |
| 10. | 「俺の忘れ物」(『らき☆すた』第13話エンディングテーマ)                                        | 白石みのる | 白石みのる | 神前暁     | 白石みのる（白石稔）                                                                | 5:06 |
| 11. | 「かおりんのテーマ」(『らき☆すた』第18話エンディングテーマ)                                  | 白石みのる | 白石みのる | 神前暁     | 白石みのる（白石稔）                                                                | 5:28 |
| 12. | 「シカイダーの唄」(『らき☆すた』第21話エンディングテーマ)                                    | 白石みのる | 白石みのる | 神前暁     | 白石みのる（白石稔）                                                                | 4:21 |
| 13. | 「恋のミノル伝説」(『らき☆すた』第15話エンディングテーマ)                                    | 白石みのる | 神前暁     | 鈴木マサキ | 白石みのる（白石稔）                                                                | 5:27 |
| 14. | 「えみりんのテーマ」                                                                         | 白石みのる | 白石みのる | 神前暁     | 白石みのる（白石稔）                                                                | 4:45 |

| 全作詞: 畑亜貴。 |                                |        |              |            |                                        |      |
| #                | タイトル                       | 作詞   | 作曲         | 編曲       | 歌手                                   | 時間 |
| 1.               | 「どんだけファンファーレ」     | 畑亜貴 | 橋本由香利   | nishi-ken  | 泉こなた（平野綾）                     | 4:05 |
| 2.               | 「Dドライヴ/ラヴ」             | 畑亜貴 | nishi-ken    | nishi-ken  | 泉こなた（平野綾）                     | 4:51 |
| 3.               | 「ケンカ予報の時間だよ」       | 畑亜貴 | 綾原圭二     | nishi-ken  | 柊かがみ（加藤英美里）                 | 3:40 |
| 4.               | 「100%?ナイナイナイ」          | 畑亜貴 | 田代智一     | 橋本由香利 | 柊かがみ（加藤英美里）                 | 3:50 |
| 5.               | 「寝・逃・げでリセット！」     | 畑亜貴 | ISAO         | nishi-ken  | 柊つかさ（福原香織）                   | 4:30 |
| 6.               | 「しすたー・うぉーず」         | 畑亜貴 | 田村信二     | 深澤秀行   | 柊つかさ（福原香織）                   | 4:07 |
| 7.               | 「萌え要素ってなんですか?」    | 畑亜貴 | とものかつみ | 神前暁     | 高良みゆき（遠藤綾）                   | 4:46 |
| 8.               | 「たぶんかなり普通の休日」     | 畑亜貴 | 菊谷知樹     | 菊谷知樹   | 高良みゆき（遠藤綾）                   | 3:46 |
| 9.               | 「みにまむテンポ」             | 畑亜貴 | 菊谷知樹     | 菊谷知樹   | 小早川ゆたか（長谷川静香）             | 4:25 |
| 10.              | 「たとえばピンクとブルーでも」 | 畑亜貴 | ISAO         | tetsu-yeah | 小早川ゆたか（長谷川静香）             | 4:13 |
| 11.              | 「黙っと休み時間」             | 畑亜貴 | 綾原圭二     | 近藤昭雄   | 岩崎みなみ（茅原実里）                 | 4:38 |
| 12.              | 「透明リボン」                 | 畑亜貴 | rino         | 虹音       | 岩崎みなみ（茅原実里）                 | 4:33 |
| 13.              | 「も、妄想マシーン。」         | 畑亜貴 | 田代智一     | 安藤高弘   | 田村ひより（清水香里）                 | 3:55 |
| 14.              | 「デフォルト女子高生にゃん」   | 畑亜貴 | 伊東大和     | 伊東大和   | 田村ひより（清水香里）                 | 3:48 |
| 15.              | 「こすぷれノこころえ」         | 畑亜貴 | 金井江右     | 小池雅也   | パトリシア・マーティン（ささきのぞみ） | 4:22 |
| 16.              | 「最大聖地カーニバル」         | 畑亜貴 | 神前暁       | 神前暁     | パトリシア・マーティン（ささきのぞみ） | 4:48 |

| #   | タイトル                         | 作詞     | 作曲      | 編曲      | 歌手                                                                                        | 時間 |
| --- | -------------------------------- | -------- | --------- | --------- | ------------------------------------------------------------------------------------------- | ---- |
| 1.  | 「“ラ”はらき☆すたの“ラ”」        | 畑亜貴   | nishi-ken | nishi-ken | 背景コンビ （日下部みさお（水原薫） 峰岸あやの（相沢舞））                                  | 4:43 |
| 2.  | 「背景放題やりほーだい」         | 畑亜貴   | nishi-ken | nishi-ken | 背景コンビ （日下部みさお（水原薫） 峰岸あやの（相沢舞））                                  | 4:13 |
| 3.  | 「みんなで5じぴったん」          | 畑亜貴   | 神前暁    | 神前暁    | 胸ぺったんガールズ （泉こなた（平野綾） 小早川ゆたか（長谷川静香） 岩崎みなみ（茅原実里）） | 4:46 |
| 4.  | 「ロリィタ帝国ビショージョ大帝」 | 畑亜貴   | 神前暁    | 神前暁    | 胸ぺったんガールズ （泉こなた（平野綾） 小早川ゆたか（長谷川静香） 岩崎みなみ（茅原実里）） | 4:00 |
| 5.  | 「幸せ願う彼方から」             | 畑亜貴   | 神前暁    | 神前暁    | 泉かなた（島本須美）                                                                        | 5:35 |
| 6.  | 「女はヨメとムスメだけ」         | 畑亜貴   | 金井江右  | 金井江右  | 泉そうじろう（平松広和）                                                                    | 4:18 |
| 7.  | 「世界が消えても愛してる」       | 畑亜貴   | rino      | 菊谷知樹  | 泉かなた（島本須美） 泉そうじろう（平松広和）                                               | 4:11 |
| 8.  | 「結婚なんてさパッパヤー」       | 畑亜貴   | 金井江右  | 金井江右  | 黒井ななこ（前田このみ） 成実ゆい（西原さおり）                                             | 3:51 |
| 9.  | 「適齢期なレイディ」             | 伊東大和 | 伊東大和  | 伊東大和  | 黒井ななこ（前田このみ） 成実ゆい（西原さおり）                                             | 3:57 |
| 10. | 「すげえんだって・ヴァ!」        | 畑亜貴   | 綾原圭二  | 村井大    | 日下部みさお（水原薫）                                                                      | 3:22 |
| 11. | 「だよな3秒たまには5秒」         | 畑亜貴   | 綾原圭二  | 近藤昭雄  | 日下部みさお（水原薫）                                                                      | 4:04 |

| #   | タイトル                                                    | 作詞              | 作曲                                                                         | 編曲   | 歌手                                                   | 時間  |
| --- | ----------------------------------------------------------- | ----------------- | ---------------------------------------------------------------------------- | ------ | ------------------------------------------------------ | ----- |
| 1.  | 「三十路岬」(『らき☆すた』第16話挿入歌・エンディングテーマ) | 畑亜貴            | 神前暁                                                                       | 神前暁 | 小神あきら（今野宏美）                                 | 4:16  |
| 2.  | 「夢結びの雨」                                              | 畑亜貴            | 神前暁                                                                       | 神前暁 | 小神あきら（今野宏美）                                 | 4:17  |
| 3.  | 「三十路坂」(『新らっきー☆ちゃんねる』オープニングテーマ)   | 畑亜貴            | 神前暁                                                                       | 神前暁 | 小神あきら（今野宏美）                                 | 4:55  |
| 4.  | 「コスって!オーマイハニー」                                 | 畑亜貴            | 神前暁                                                                       | 神前暁 | こなたとパティ （平野綾とささきのぞみ）                | 4:40  |
| 5.  | 「悠長戦隊ダラレンジャー」                                  | 畑亜貴            | 神前暁                                                                       | 神前暁 | こなたとパティ （平野綾とささきのぞみ）                | 3:37  |
| 6.  | 「Gravity」(『らき☆すた』第6話挿入歌)                       | 神前暁            | 神前暁                                                                       | 神前暁 | m.o.e.v                                                | 4:20  |
| 7.  | 「愛だぜ､店長!」                                            | 畑亜貴            | 神前暁                                                                       | 神前暁 | 兄沢命斗（関智一）                                     | 4:15  |
| 8.  | 「有頂天がとまらない」                                      | 畑亜貴            | 神前暁                                                                       | 神前暁 | 有頂天 （小神あきら（今野宏美） 白石みのる（白石稔）） | 4:47  |
| 9.  | 「愛をとりもどせ!!」(『らき☆すたOVA』テーマソング)          | 中村公晴          | 山下三智夫                                                                   | 神前暁 | 有頂天 （小神あきら（今野宏美） 白石みのる（白石稔）） | 3:43  |
| 10. | 「ユリア…永遠に」                                           | 野元英俊 田中昌之 | 今給黎博美                                                                   | 虹音   | 有頂天 （小神あきら（今野宏美） 白石みのる（白石稔）） | 5:14  |
| 11. | 「組曲「らき☆すた動画」」                                   | 畑亜貴            | 神前暁、nishi-ken 白石稔、綾原圭二 とものかつみ、菊谷知樹 田代智一、金井江右 | 神前暁 | らき☆すたのみんな                                      | 15:30 |